# Sân bay Mulu
Sân bay Mulu (IATA: MZV, ICAO: WBMU) là một sân bay ở bang Sarawak của Malaysia, là cửa ngõ vào Vườn quốc gia Gunung Mulu. Có một số khu nghỉ dưỡng ở Vườn quốc gia này nhưng các làng gần nhất là Long Terawan 21,7 km về phía tây và Long Atip 26,1 km về phía nam. Rumah Bawang Grang ở Brunei chỉ cách xa 23,1 km về phía bắc tây bắc, nhưng không có đường đến.

## Các hãng hàng không và các điểm đến
- Malaysia Airlines[4]
  - MASwings (Kota Kinabalu, Miri)